# Salamis billerei
Salamis billerei är en fjärilsart som beskrevs av Charles Oberthür. Salamis billerei ingår i släktet Salamis och familjen praktfjärilar. Inga underarter finns listade i Catalogue of Life.